# メッセージ1
『メッセージ1』（メッセージワン）は、1997年4月から東海テレビで放送されている自己批評番組。

## 歴史・概要
- この番組を放送開始する1997年は、TBSビデオ問題などで放送局の姿勢やあり方が問われていた。そんな中、東海テレビでもキー局のフジテレビが1992年から民放では初めて放送していた自己批評番組・週刊フジテレビ批評にならって、制作・放送することとなった。
- 当番組では、東海テレビに寄せられた、視聴者からの意見・感想・苦情・批判に答える番組である。1997年4月の放送開始より、月1回単位で放送されている。

## 放送日・放送時間
- 毎月第4日曜日 5:15～5:30

なお、2018年3月までは、6:15～6:30の放送だった。

## 出演者
全員、担当当時の東海テレビアナウンサー。

### 現在
- 高井一
- 庄野俊哉

### 過去
- 新田紀典

## 番組内容
斜体表記の項目は、毎月、もしくはほぼ毎月放送されるコーナー。
- 視聴者からのお問い合わせ
- 番組審議会の報告
  - 原則として、1月と8月には放送されない。
- BPO（放送倫理・番組向上機構）からの報告
  - 番組等で不祥事が発生した際に実施されるコーナーなので、放送は不定期。
- 社外モニターのお知らせ
  - 半年に一度、3月と9月に放送される。
- 放送の言葉
  - 放送で使用される言葉について解説する。視聴者からの質問も募集し、答えている。

※近年は地上デジタル放送への完全移行に備えて、不定期で地上デジタル放送に関する話題を取り上げることもある。

## その他
- この番組は東海テレビの放送番組審議会の日程に沿って放送されているため、1月は第5週になる場合がある。また、7月・8月は『FNSの日』放送の関係で、第4日曜に放送できない場合がある。
- 中京テレビの同趣旨の番組『あなたと中京テレビ』と同じ日に放送されることが多く、一ヶ月5週間の月を除き、必ず重なる。これにより、両局の番組を見る視聴者も存在する。